# Плоскуха звичайна
Плоскуха звичайна, півняче або куряче просо (Echinochloa crus-galli (L.) P.Beauv.) — однорічна рослина з роду плоскуха (Echinochloa), родини тонконогових (Poaceae).

## Морфологічна будова

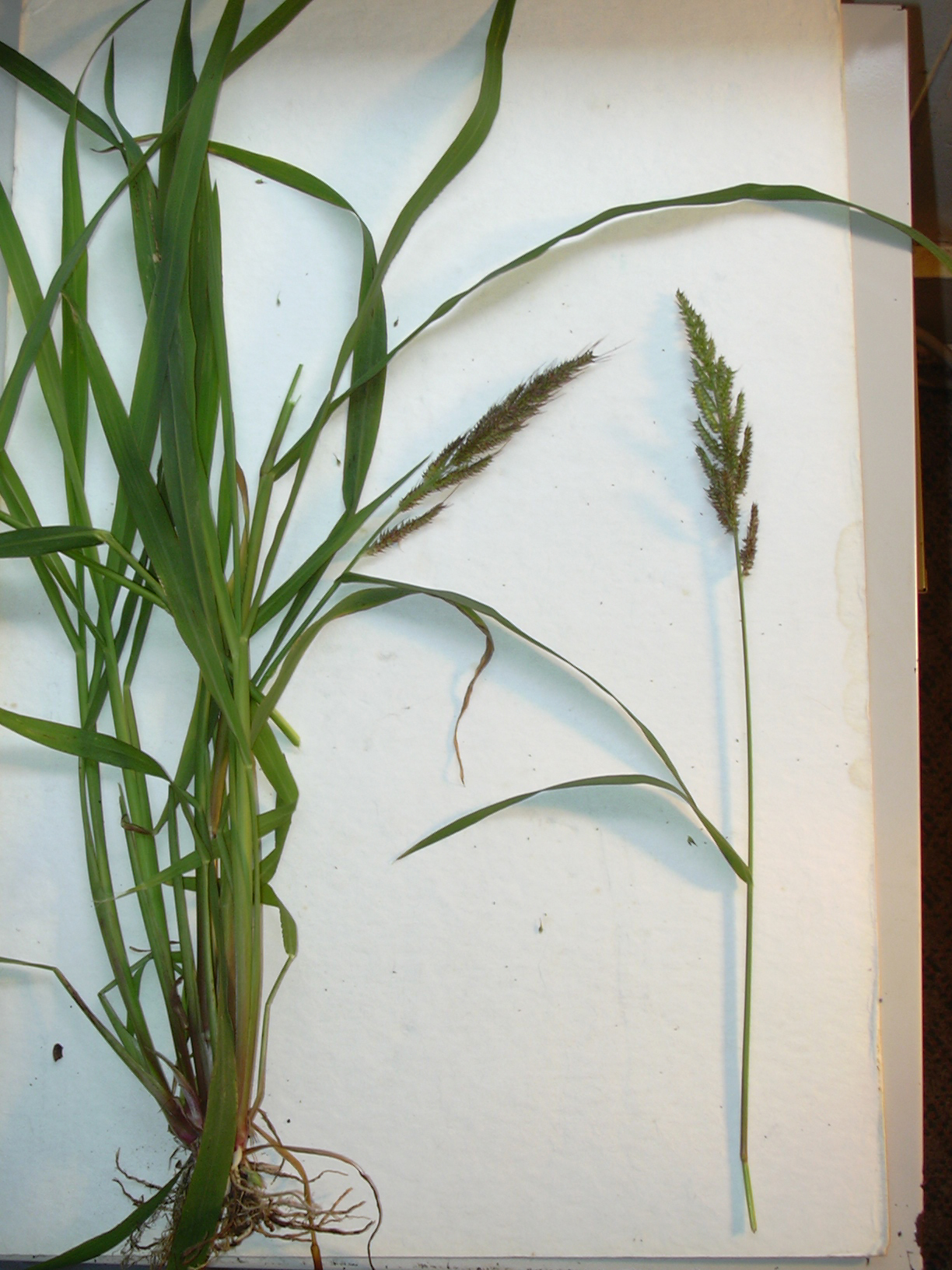

Стебло — висотою 30–100 см прямостояче або біля основи колінчастовисхідне, голе. Листки — широколінійні або лінійноланцетні, по краях гострожорсткуваті, без язичка, темно-зелені. Суцвіття — прямостояча, нещільна волоть з гострошорсткими колосоподібними гілочками, трохи поникла. Корінь — мичкуватий.

## Розвиток
Сходить — з квітня. Цвіте — в червні — вересні. Плодоносить — з серпня до пізньої осені.

## Насіння
Плід — зернівка. Форма — яйцеподібна, однобічноопукла, на верхівці загострена. Поверхня — блискуча. Колір — зеленувато-білий. Розміри: довжина 2–2,25 мм, ширина 1,25–1,75 мм, товщина 1–1,75 мм. Маса 1000 плівчастих зернівок — 1,5–2 г.

## Біологічні особливості

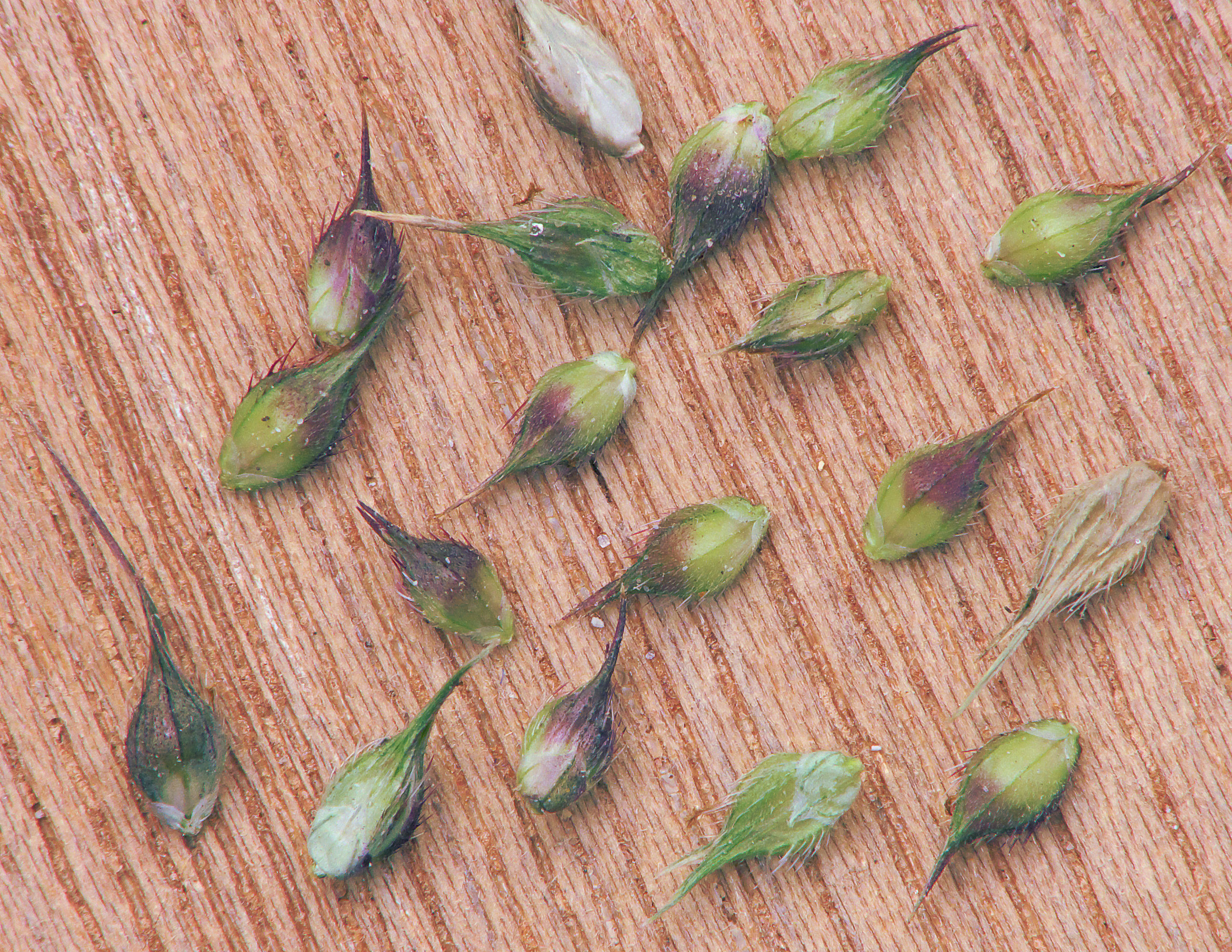
Насіння півнячого проса

Максимальна плодючість — 60 000 зернівок, глибина проростання — не більше 12–14 см. Насіння зберігає схожість до 13 років.

## Екологічні умови
Температура проростання — мінімальна : +4…+6, оптимальна : +26…+28, максимальна : +50…+52°. Вимоги до вологи — найкраще проростає при вологості ґрунту 40-80 %.

## Поширення
Росте майже повсюди. Поширена по всій Україні, особливо на зрошуваних землях Півдня. Засмічує посіви зернових колосових, кукурудзи, рису, буряків, овочевих культур, сади і виноградники, росте на необроблюваних землях, біля каналів зрошуваних і осушувальних систем.

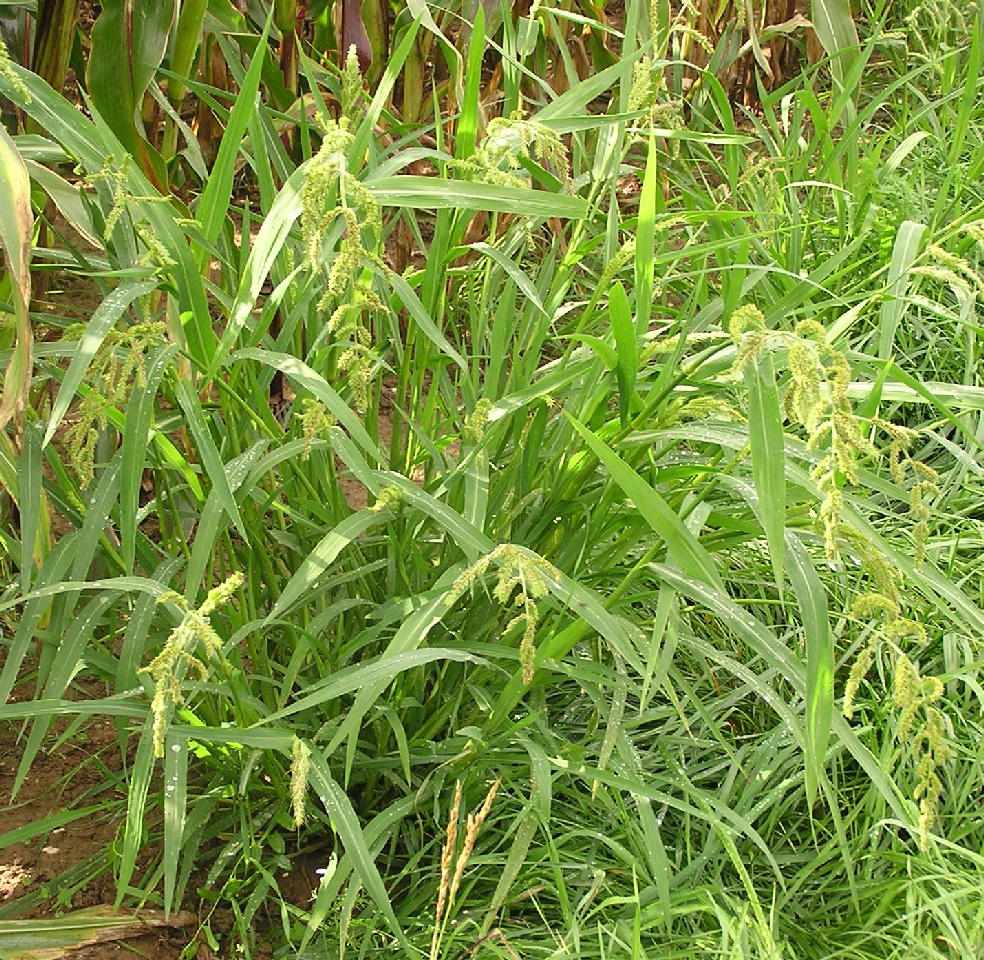

## Використання
У минулому на Північному Кавказі, у Поволжі, Молдавії та Криму насіння розмелювали на крупу і борошно невисокої якості. Крупа схожа на пшоно.
Гарна пасовищна і сінокісна рослина, може служити кормом для домашньої птиці.
В Австралії і Південній Америці плоскуху звичайну розводять на корм худобі та для отримання насіння для свійської птиці, а також для отримання крупи. В глибинних районах Африки попіл із соломи рослини замінює сіль. Молоді рослини добре поїдаються тваринами на пасовищі і в сіні. До часу цвітіння сильно грубіє. Добра нажировочна рослина для великої рогатої худоби. Для коней у великій кількості шкідливо. Дає поживний силос.